# Djurslandmotorvejen
Djurslandmotorvejen er en motorvej nord for Aarhus. Motorvejen udgør en del af Primærrute 15 mellem Ringkøbing og Grenå. Motorvejen har adgang til øvrige motorvejsnet ved E45 og Motorvejskryds Aarhus Nord, hvor E45 skifter navn fra Nordjyske Motorvej til Østjyske Motorvej. På Djursland fortsætter motorvejen direkte videre på motortrafikvejen, som fortsætter til Aarhus Lufthavn mellem Rønde og Tirstrup.

## Historie
Siden planlægningen af Den Jyske Motorvej (E45) i 1960’erne havde der været tanker om en motorvejsforbindelse mellem Østjyske Motorvej og Djursland. Den vestligste delstrækning, nord om Århus til Skødstrup, blev indeholdt i projekteringsloven for Den Jyske Motorvej fra 1965, men den østlige strækning fra Lisbjerg mod øst blev sikret ved byggelinier. I 1972 vedtog Folketinget anlæg af en motorvej fra Skødstrup til Tåstrup, et anlæg der i daglig tale fik betegnelsen Røndemotorvejen. I 1975 viste der sig mulighed for at gennemføre delstrækningen fra Skødstrup til Løgten med midler, der var til  rådighed for anlæg med beskæftigelsesfremmende sigte. Der med løste man i første omgang de påtrængende trafikale problemer i Skødstrup og Løgten. Da motorvejsstrækningen åbnede i 1978 var det den første, der blev udført med det senere overalt anvendte 26 m brede tværprofil for 4-sporede motorvej.
I 1981 vedtog Folketinget, at motorvejens fortsættelse fra Løgten til Tåstrup blot skulle anlægges som motortrafikvej i det oprindelig motorvejsprojekts linjeføring. Den 17 kilometer lange motortrafikvej mellem Løgten og Tåstrup åbnede i 1987. Motortrafikvejen blev i 2001-2002 udvidet på to strækninger som 2+1/2+2 strækninger med et ekstra spor i begge retninger. I 2010 besluttede Folketinget, at Vejdirektoratet skulle gennemføre en forundersøgelse af en mulig forlængelse af Djurslandsmotorvejen ved udbygning af motortrafikvejen. Forundersøgelsen var færdig i 2012. Motortrafikvejen fik i 2016 en 2+1 udvidelse over en 3,4 km lang strækning mellem Løgten og Bale.
På den baggrund bestod motorvejen fra 1978 til 2008 kun af en knap 5 kilometer strækning omkring Skødstrup og Løgten.
I 1997 påbegyndte Århus Amt en undersøgelse for etablering af motorvej mellem Skødstrup og motorvej E45. Dette arbejde mundede i 2000 ud i en VVM-redegørelse for den planlagte vejforbindelse. På baggrund af VVM-redegørelsens indstilling vedtog Århus Amt i efteråret 2000 et regionplantillæg for vejanlægget. Amtets vejkontor forestod selv projekteringen af vejen, og amtsrådet besluttede i september 2002 at godkende projektet og bevilge de nødvendige midler til at gennemføre ekspropriationerne. I marts 2004 blev de første licitationer afholdt, men priserne lå væsentligt højere end forventet, så amtsrådet aflyste licitationerne. Der blev indarbejdet en række besparelser i projektet, og i begyndelsen af 2005 blev der afholdt en ny licitationsrunde. I slutningen af marts 2005 tog amtsborgmester Johannes Flensted Jensen det første spadestik til Djurslandsmotorvejen. Anlægsarbejder blev som følge af Strukturreformen i 2007 overtaget af Vejdirektoratet.
Den længste del af den nuværende Djurslandsmotorvejen blev åbnet den 5. september 2008 med ca. 10,4 kilometer lang strækningen mellem Skødstrup og Skejby. I efteråret 2010 blev de sidste ca. 2,5 kilometer fra Skejby til Østjyske Motorvej åbnet, hvorved motorvejen fik tilslutning til det øvrige motorvejsnet.

## Linjeføring
Motorvejen går fra E45 og Motorvejskryds Aarhus Nord i sydøstlig retning langs nordsiden af Søftenvej til nord for Skejby, hvor den krydser Randersvej, og herfra i nordøstlig retning til Skødstrup og Grenåvej. Linjeføringen går syd om både Lisbjerg, Lystrup og Hjortshøj. Motorvejen udgør en del af primærrute 15 (Ringkøbing-Grenaa) og fungerer i princippet som en ringvej nord for Aarhus.

## Etaper
| Etaper    | Etaper    | Etaper                     | Etaper    | Etaper | Etaper | Etaper    | Etaper       |
| Fra       | Frakørsel | Til                        | Frakørsel | Baner  | KM     | Åbningsår | Bemærkninger |
| --------- | --------- | -------------------------- | --------- | ------ | ------ | --------- | ------------ |
| Hornslet  | 15        | Skødstrup                  | 16        | 4      | 4,8    | 1978      |              |
| Skødstrup | 16        | Skejby                     | 20        | 4      | 10,6   | 2008      |              |
| Skejby    | 20        | Motorvejskryds Aarhus Nord |           | 4      | 2,5    | 2010      |              |

## Udvidelse
Der har længe været et ønske fra kommunerne og erhvervslivet på og nær Djursland om at få forlænget motorvejen, i først omgang til Aarhus Lufthavn lige umiddelbart vest for Tirstrup, men på sigt som motortrafikvej helt til Grenå. Rute 15 er i dag plaget af en del fremkommelighedsproblemer, da den kører igennem både Tirstrup og Trustrup, har dårlige oversigtsforhold på store dele af strækningen, og den tunge trafik til og fra Grenaa havn er vokset betydeligt. Der er dog ingen planer fremme endnu om en sådan udbygning.